# Gletsjerkinematica

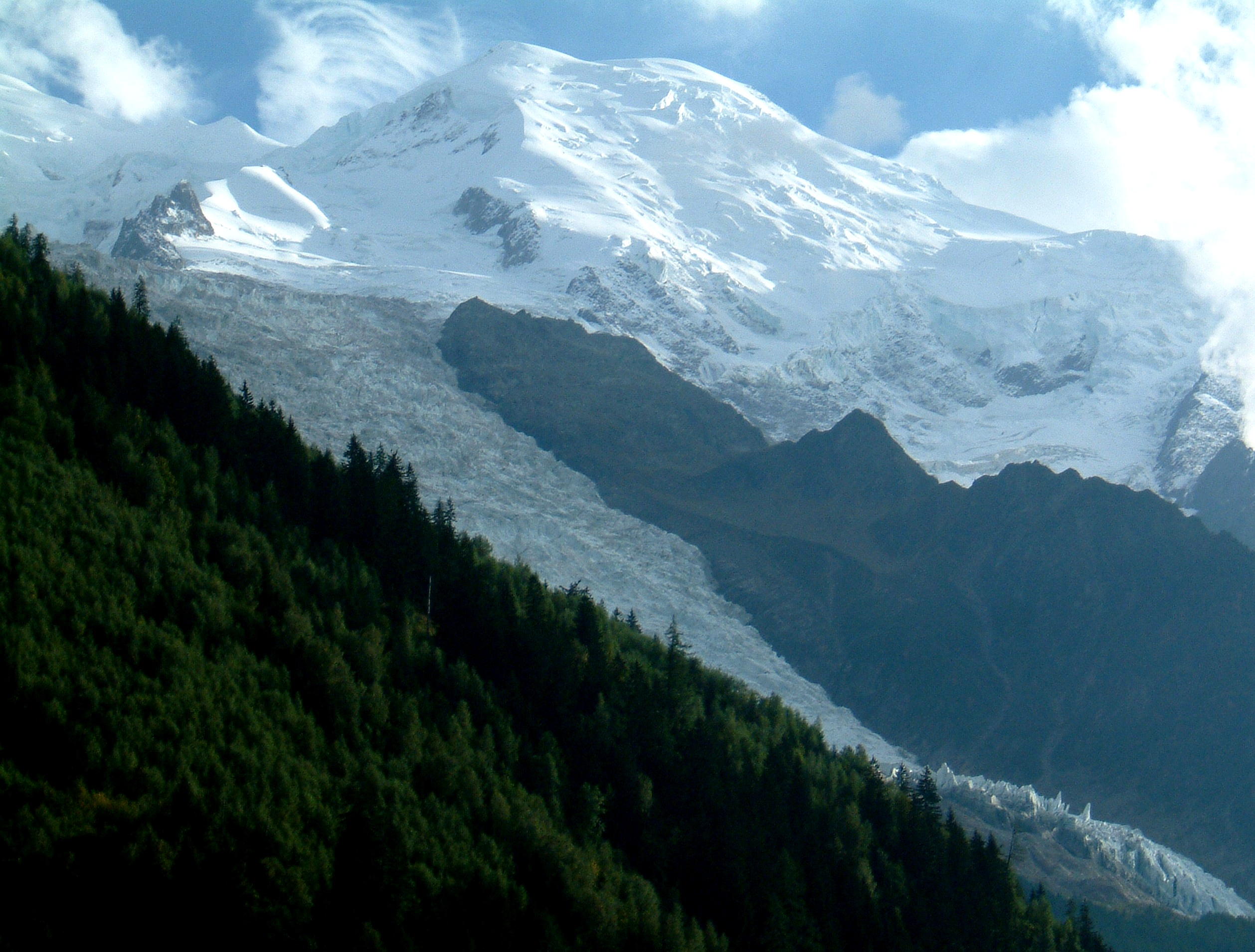
Glacier-des-Bossons, Mont Blanc, Chamonix, Frankrijk. Met behulp van fotometrie werd het jaar 1958 onderzocht of er in deze steile gletsjer een kinematische impuls voorkwam.

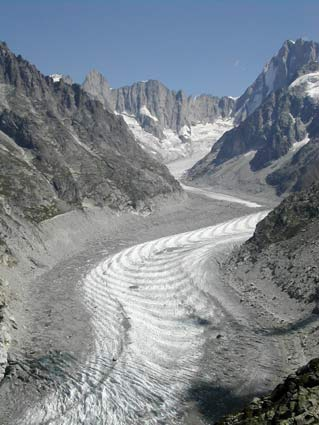
Middengedeelte van de Mer-de-Glacé, Mont Blanc, Chamonix, Frankrijk. Deze valliegletsjer vertoonde een toename van de gemiddelde oppervlaktesnelheid van het ijs van 125 tot 150 meter per jaar waarmee indicatief een kinematische golf onderweg was (1891-95). Joseph Vallot gebruikte voor het opmeten van de gemiddelde oppervlaktesnelheid meerdere morenerijen dwars over de gletsjer.

De leer van de gletsjerkinematica als een onderdeel van de mechanica bestudeert de beweging van de kinematische golf (Engels: kinematic wave) die in de sub-glaciale drainagezone en over het ijsoppervlak van een gletsjer kan lopen. Bij valleigletsjers met getemperd gletsjerijs, zoals we die in de gematigde streken van Europa aantreffen, veroorzaakt iedere winter een drukgolf en onder bijzondere omstandigheden na meerdere winters een impulsgolf, die vanuit het hooggebergte richting het dal lopen.

## Kenmerken
De impulsgolf die na meerdere winters in het firnveld ontstaat door het plotsklaps (shock) vrijkomen van een enorme hoeveelheid energie loopt aan het ijsoppervlak van de gletsjer dalwaarts met een snelheid tussen 3 tot 5 maal de gemiddelde oppervlaktesnelheid van het gletsjerijs per jaar en theoretisch tot zelfs 8 maal. In principe loopt de kinematische golf bij een golflengte van 3 kilometer en hoogteverschil tot 4 meter met een opgemeten snelheid van 800 meter per jaar zonder netto verschuiving of massatransport van het ijs (Vallot, 1895, Lliboutry, 1958). De invloed van de kinematische golf op een willekeurig oppervlak neemt met de diepte af. De drukgolf of seizoensgolf, die iedere winter ontstaat, zou zich verplaatsen in de sub-glaciale drainage zone van de gletsjer met 20 tot 150 maal de ijssnelheid (Finsterwalder, 1907).

## Getemperde valleigletsjers
Uit veldonderzoek werd in de jaren van de twintigste eeuw aangenomen dat de kinematische impulsgolf bij getemperde valleigletsjers langer dan 12 kilometer door diffusie zou zijn verdwenen voordat deze de voet van de gletsjer kon bereiken en daar aangroei kon geven. Bij middelgrote gletsjers met een totale lengte kleiner dan 12 kilometer kon de kinematische golf na enige jaren wel de voet van de gletsjer bereiken en leidde deze in het dal tot verlenging van de gletsjer ten koste van de ijsdikte. Waarbij getemperde valleigletsjers met actief gletsjerijs voor de noodzakelijk verticale oppervlaktebeweging gekenmerkt zijn door vliesdunne waterlaagjes rondom ijskristallen.

## Diffusie
Volgens Nye is de snelheid waarmee een kinematische impulsgolf zich verplaatst 3 tot 5 maal de oppervlaktesnelheid van het gletsjerijs. Echter niet iedere golf zal aan het uiteinde van de gletsjer aanwas te zien geven vanwege het verschijnsel van diffusie (Van de Wal, Oerlemans). Hoe steiler de gletsjer hoe kleiner diffusie zijn invloed heeft. Als het effect van diffusie klein is, zal de golf zich verplaatsen volgens de zienswijze van Nye. Diffusie als verschijnsel is omgekeerd evenredig met de hellingshoek en kan bij gletsjers met een zachte hellingshoek een kinematische golf laten uitdoven. Anderzijds loopt diffusie vooruit op de golf, waardoor de golf eerder maar verzwakt op het uiteinde van de gletsjer aankomt.

## Klimaatindicator
Waar de kinematische golf door het ijsoppervlak van een getemperde valleigletsjer loopt neemt de dikte van het ijs ter plaatse tijdelijk toe om vervolgens na het passeren van de golf weer af te nemen tot de normale ijsdikte. Hierin onderscheidt de impulsgolf zich van de drukgolf waar het ijsoppervlak vrijwel statisch blijft. De impulsgolf zou kunnen dienen als snelle en vroege klimaatindicator voor klimaatveranderingen boven de sneeuwfirnlijn (ELA 2.800 meter) met in het dal het afsmelten van het gletsjerijs in de zomer (Nye, 1960). De waargenomen golf heeft men door complicaties in de hellingshoek van de Mer-de-Glacé nooit theoretisch kunnen verklaren, uitsluitend in het veld in de vorm van een verdikkingslijn en in de vorm van een bult waargenomen en opgemeten aan respectievelijk de Mer-de-Glacé en Glacier-des-Bossons in de periode 1891-95 en het jaar 1958.

## Responstijd
Europese valleigletsjers hebben een kinematische responstijd voor een verandering in accumulatie van 3 tot 11 jaar met de grote Aletschgletsjer als uitzondering. Het hogere deel gedraagt zich op een eenvoudige manier maar het lagere deel nabij de voet van de gletsjer toont niet alleen een relatief directe reactie maar ook een vertraagde die toe te schrijven is aan de aankomst van de kinematische impulsgolf uit het hogere deel. Deze twee componenten mengen zich in het lagere deel en geven een breed werkingsgebied voor variaties in het gedrag (Nye, 1960).

In het jaar 1979/80 leidde Fritz Müller als directeur van de Commission Internationale des Glaciers het internationaal programma van onderzoek naar de gletsjerkinematica van John F. Nye. De door Nye herschreven Forel-Richter theorie met langere responstijden van decennia in plaats van jaren zoals de praktijk liet zien, zou problematisch zijn.

## Voorbeeld

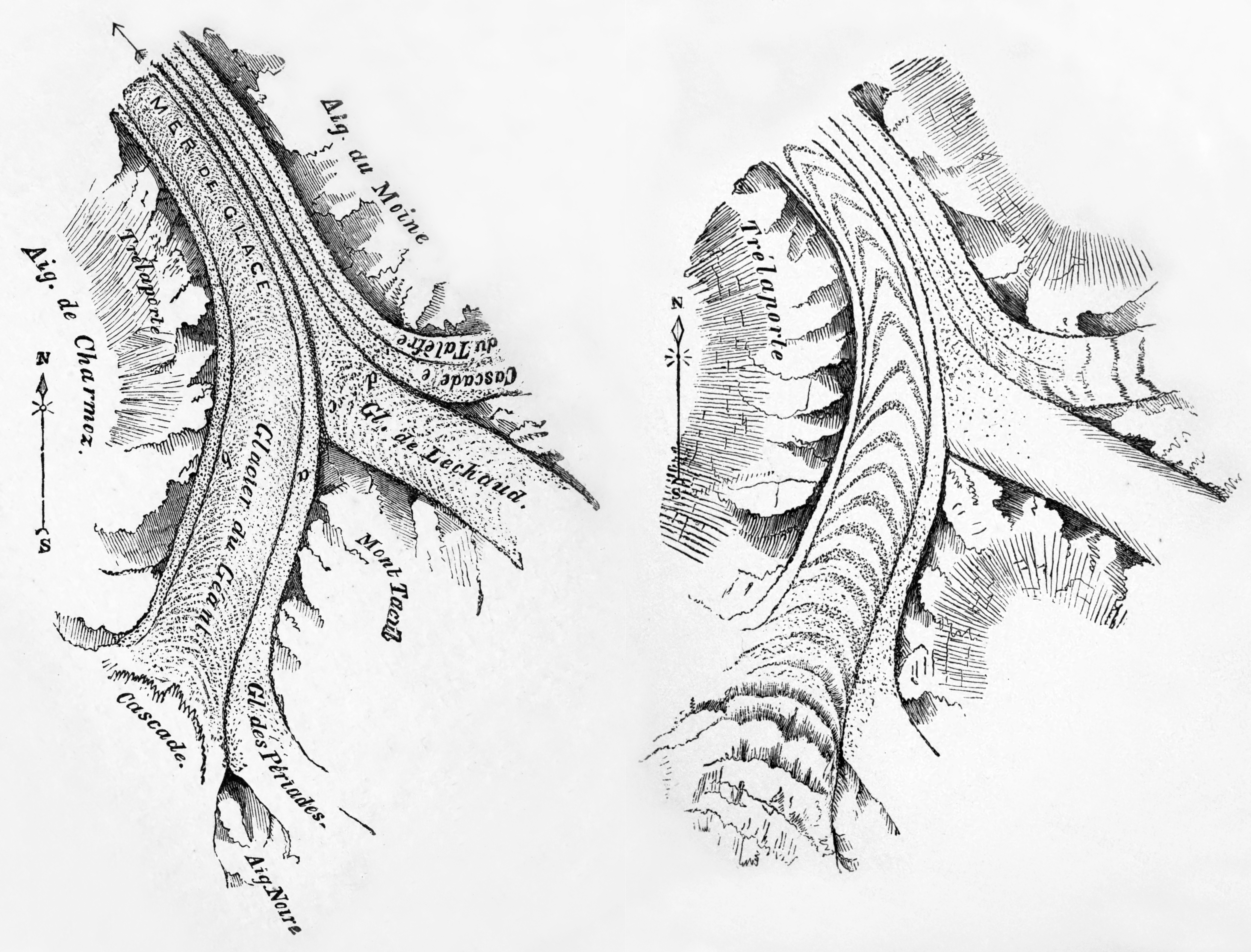
Mer-de-Glacé in het bovenste gedeelte dynamisch onderzocht op meerdere golven aan het reliëf door James Forbes, 1859; beschreven in een oudste ontwerpconcept door François-Alphonse Forel, 1881; in het onderste deel kinematisch op één golf opgemeten en onderzocht door Joseph Vallot, 1891-95-(1900), Mont Blanc, Chamonix

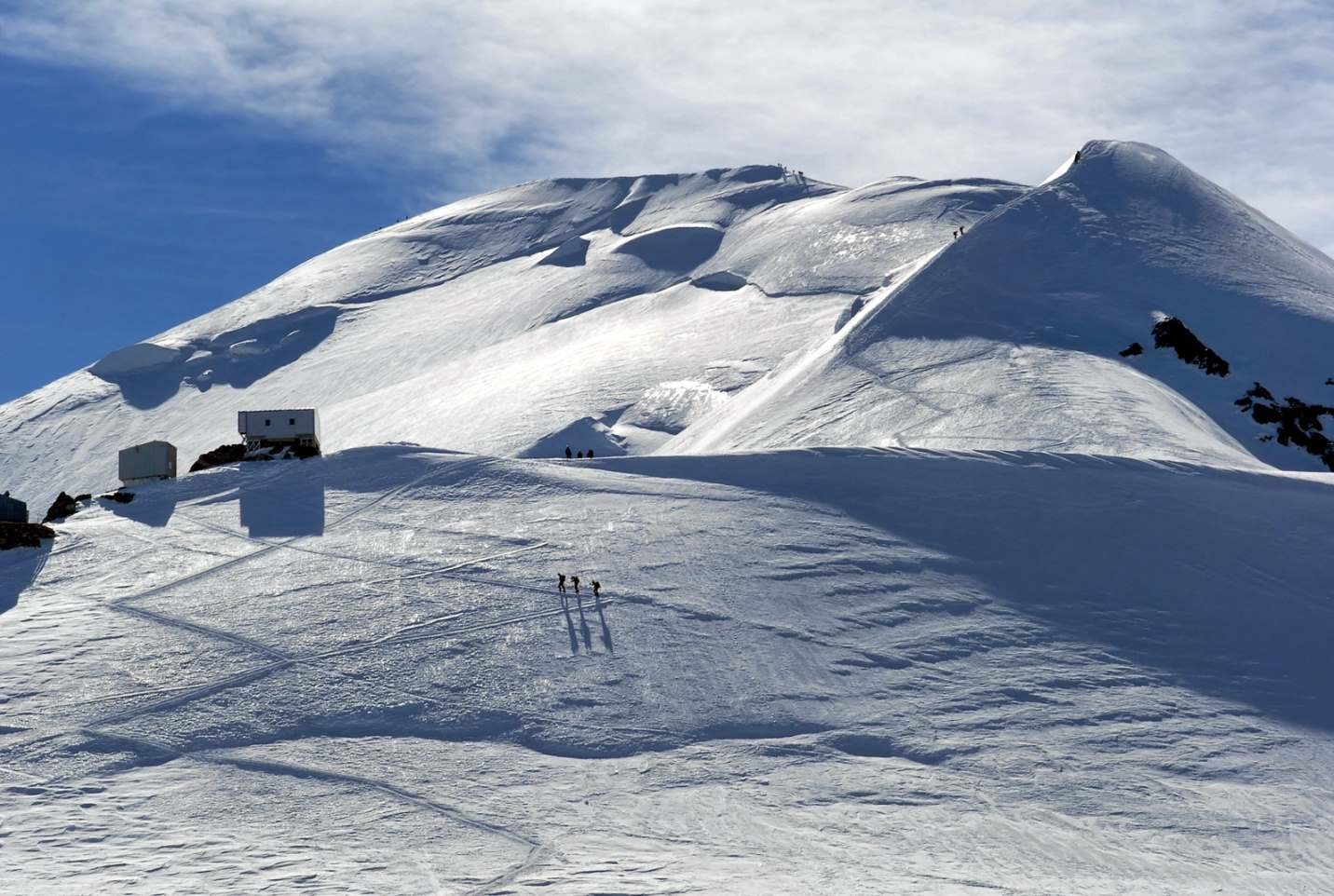
links het Vallot Observatorium, 1890, met rechts ervan de Vallot Hut op 4.358 meter hoogte. Het accumulatiegebied van Glacier-des-Bossons, Mont Blanc, Chamonix

Voor een gletsjer met een lengte onder de evenwichtslijn van 8 km, het ablatiegebied, zijn voor kinematische gletsjeraangroei 10 aaneengesloten winterse jaren nodig met voor het accumulatiegebied ieder jaar een netto overschot aan ijs. Een enkel tussenjaar met een tekort aan ijs in de massabalans vermindert door diffusie de kracht van de impuls van het hooggebergte naar het dal aanzienlijk. Het wordt dan bij valleigletsjers met getemperd gletsjerijs moeilijker om een kinematische impulsgolf aan het ijsoppervlak van het ablatiegebied aan te tonen door meting van de snelheid, de versnelling en de dikte van het ijs.

## Voorwaarden
Sebastiaan Finsterwalder (1862-1951) concludeerde uit het onderzoek aan de Mer-de-Glacé (Vallot, 1895) en uit het eigen beperkte onderzoek aan de Vernagtferner als onderdeel van één gletsjercyclus, dat voor een waterdichte bewijsvoering het aaneengesloten winterse jaren moesten zijn met in het dal aangroei en met in het firnveld een overschot aan ijs om terugloop van de kinematische golf te voorkomen. Tijdens het internationale geologiecongres van Parijs (1900) sprak Eduard Richter uit de quasi-klimaatperiodiciteit van Eduard Bruckner (nat, droog) de wens uit dat voor nieuw glaciaalonderzoek de twintigste eeuw drie glaciale perioden (nat) of ijstijden zou krijgen. Dit zou plaats hebben moeten vinden in een kouder wordende tendens (Hans Oerlemans, 2001, Shaun Marcott, 2013)
Bijzondere omstandigheden
De kinematische impulsgolf die over het ijsoppervlak van de gletsjer loopt, kan ook onder andere bijzondere omstandigheden ontstaan dan klimatologisch zoals mogelijkerwijs tijdens aardbevingen (Sioux Glacier, 1965, Alaska) of bij veranderende aardwarmte fluxen nabij vulkanen (Nisqually Glacier, 1962, Mount Rainier, Washington).

## IJstijd
Na de onderzoeksperiode 1880-1925 was er in de jaren zeventig en tachtig van de twintigste eeuw nog maar een koude piekperiode waarin zich talrijke gletsjerschommelingen hebben voorgedaan maar deze periode was eveneens voor de middelgrote valleigletsjers te zwak en te discontinu om het ontstaan van de kinematische golf aan het oppervlak aan te tonen. Bovendien was de vereiste numerieke wiskunde als wetenschappelijk meetinstrument nog onvoldoende maar wel volop in ontwikkeling.

#### Onderzoek
Zo onderzochten Nederlanders in de jaren tachtig en negentig de gletsjerkinematica en de gletsjerdynamica in het veld. Om het bestaan van de kinematische impulsgolf in het ablatiegebied van gletsjers te kunnen aantonen, zou een nieuwe glaciale periode (nat) nodig zijn omdat wereldwijd bijna alle middelgrote valleigletsjers antropogeen verzwakt (klimmende ELA) en verkort waren door negatieve ijsmassabalansen. Negatieve ijsmassabalansen die verklaard kunnen worden door een opwarming van 0,66 °C per 100 jaar (Oerlemans, 1994, 2001). Hans Oerlemans ontving de Spinozaprijs en was hoofdauteur voor het Intergovernmental Panel on Climate Change (IPCC).

## Historische achtergrond

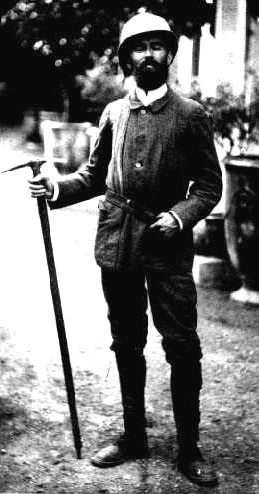
Joseph Vallot, 1892

##### Impulsgolf
De kinematische golfbeweging (Duits: Schwellungswellen) wordt al ruim 130 jaar geobserveerd. Zo geldt voor het veldonderzoek aan de Mer-de-Glacé dat de aanwasperiode 1880-1895 voor de impulsgolf sterker was dan die van 1915-1925 en die van de jaren 70 en 80.

De oudste ontwerptheorie van verdikkingsgolven aan het oppervlak is door Weertman, 1958, en Nye, 1960, verder ontwikkeld. Een oudste theorie die geldt voor beweegbare bulten en verdikkingslijnen met een plaatselijke snelheid van globaal 5 maal de ijssnelheid. Zoals dit voor het eerst in het onderste deel kinematisch was opgemeten en gedocumenteerd aan de Mer-de-Glacé door de landmeetkundige Vallot, 1891-95-(1900); voorheen had de oceanograaf François-Alphonse Forel, 1881, een zienswijze beschreven over kinematische oppervlaktegolven aan het reliëf, die Forbes, 1859, voor het eerst in het hogere deel van de Mer-de-Glacé dynamisch had waargenomen na de cascade.

Forbes schreef dat hij wellen aan het gletsjeroppervlak van de Mer-de-Glacé had waargenomen die tot vijftig meter lengte gaan met enkele meters aan diepte. Bij het doorlopen in de richting van de dalgang kwamen oudere aan het licht. Hiermee is het verschijnsel van een golfvormig reliëf in het hogere deel van de gletsjer met een aantal waarneembare wellen door James Forbes als eerste gadegeslagen. De golf in het hogere deel van de gletsjer wordt naar hem genoemd.

##### Drukgolf
De kinematische golf die zich in de sub-glaciale drainage zone verplaatst, is de drukgolf (Duits: Druckwellen) of seizoensgolf (Engels: seasonal waves), waarmee de ijssnelheid gelijktijdig over het totale gletsjeroppervlak toeneemt, hoewel het ijsoppervlak vrijwel statisch blijft, zoals begin twintigste eeuw werd verondersteld aan de Hintereisferner. De seizoensgebonden golf verplaatst zich met 20 tot 150 maal de ijssnelheid: gedocumenteerd aan de Hintereisferner door Blumcke and S. Finsterwalder, 1905; Deeley en Parr, 1914; Schimpp, 1958, R. Finsterwalder, 1961.

## Gletsjermechanica
Kinematica
De Boussinesq-vergelijking voor een kinematische impulsbeweging, (1877):
{\displaystyle {\begin{aligned}{\frac {\partial \mathbb {Q} }{\partial t}}\,&+\,u\,{\frac {\partial \mathbb {Q} }{\partial x}}\,=\,b\end{aligned}}}
Waarin:
Q = volume flux
u = snelheid van de golf
b = plaatselijke constante
t = tijd
x = longitudinale coördinaat
Dynamica
De wet van behoud van ijsmassa voor een dynamische massabeweging:
{\displaystyle {\begin{aligned}{\frac {\partial \,S}{\partial t}}\,&+\,{\frac {\partial \,u\,S}{\partial x}}\,=\,b\,W\end{aligned}}}
Waarin:
S = oppervlak dwarsdoorsnede
W = breedte gletsjeroppervlak
u = verticaal gemiddelde ijssnelheid voor een dwarsdoorsnede
b = jaarlijkse specifieke massabalans
t = tijd
x = longitudinale coördinaat